# Kathua (distrikt)
Kathua är ett distrikt i Indien.   Det ligger i unionsterritoriet Jammu och Kashmir, i den norra delen av landet, 500 km norr om huvudstaden New Delhi. Antalet invånare är 616 435. Arean är 2 651 kvadratkilometer. Kathua gränsar till Gurdaspur.
Terrängen i Kathua är kuperad åt sydväst, men åt nordost är den bergig.
Följande samhällen finns i Kathua:
- Kathua
- Hīrānagar
- Parol